# Joyce Mansour
Joyce Mansour, nacida Joyce Patricia Adès (Bowden, Inglaterra, 25 de julio de 1928-París, 27 de agosto de 1986) escritora surrealista egipcia.

## Biografía
Los antepasados de Joyce Ades formaban parte de la colonia británica de El Cairo y tras estudiar en Inglaterra y Suiza se instaló en Egipto.
En 1947, su primer matrimonio acabó de forma trágica cuando su marido falleció de una enfermedad incurable, se casó en 1949 con Samir Mansour, miembro de la colonia francesa de El Cairo y desde ese momento, vivió a caballo entre esta ciudad y París. 
Sus obras destacan por su carga surrealista y eróticas y muchas contienen ilustraciones de  Alechinsky, Enrico Baj, Hans Bellmer, Jorge Camacho, Gerardo Chávez Pierre Molinier, Reinhoud o Max Walter Svanberg.

## Obra
Poesía
- « Cris», Ed. Seghers, París, 1953
- « Déchirures», Les Éditions de Minuit, París, 1955
- « Rapaces», Ed. Seghers, París, 1960
- « Carré blanc», Le Soleil Noir, París, 1966
- « Les Damnations», Ed. Visat, París, 1967
- « Phallus et momies», Éd. Daily Bul, 1969
- « Astres et désastres», 1969
- « Anvil Flowers», 1970
- « Prédelle Alechinsky à la ligne», 1973
- « Pandemonium», 1976
- « Faire signe au machiniste», 1977
- « Sens interdits», 1979
- « Le Grand Jamais», 1981
- « Jasmin d'hiver», 1982
- « Flammes immobiles», 1985
- « Trous noirs», Ed. La pierre d'Alun, Bruselas, 1986 (ilustrado por el fundamental pintor peruano Gerardo Chávez)

Prosa
- « Les Gisants satisfaits», Jean-Jacques Pauvert, París, 1958
- « Jules César», Éd. Pierre Seghers, París, 1956
- « Le Bleu des fonds», Le Soleil Noir, París, 1968
- « Ça», Le Soleil Noir, París, 1970
- « Histoires nocives», Gallimard, París, 1973